# Бертран Меєр
Бертран Меєр (фр. Bertrand Meyer, 21 листопада 1950) — французький академік, автор і консультант в галузі комп'ютерних мов. Створив мову програмування Eiffel та ідею проєктування за контрактом.

## Освіта та академічна кар'єра
Бертран Меєр отримав ступінь магістра в галузі інженерії в Політехнічній школі в Парижі, другу ступінь магістра у Стенфордському університеті, доктора філософії (PhD) в Університеті Нансі. Він мав технічну та управлінську кар'єру протягом дев'яти років в Électricité de France, і протягом трьох років був викладачем в Каліфорнійському університеті в Санта-Барбарі.
З жовтня 2001 року він професор кафедри програмної інженерії вищої технічної школи Цюриху, Швейцарський Федеральний Технологічний інститут, де він проводить дослідження з побудови надійних компонентів (повторно використовуваних програмних елементів) з гарантованим рівнем якості. Він очолював кафедру інформатики  вищої технічної школи Цюриху з 2004 по 2006 рік і впродовж 13 років (2003-2015) викладав курс «Вступ до програмування», через який пройшли всі студенти з комп'ютерних наук, на основі свого відомого підручника з програмування "Відчуй клас" (Touch of Class. Learning to Program Well with Objects and Contracts).
Бертран Меєр працює доцентом у Політехнічному університеті Мілану, Університеті Іннополісу, в університеті Тулузи. З 1998 по 2003 рік він був професором університету Монаша в Мельбурні, Австралія. Він є членом Французької академії технологій. Він також активно працює як консультант (проєктування об'єктно-орієнтованих систем, аналіз архітектури, оцінка технологій), тренером з об'єктних технологій та інших розділів програмування, виступає на конференціях. Він вже протягом багатьох років працює в галузі досліджень і освітньої політики, був засновником і президентом (2006-2011) європейської асоціації інформатики.

## Комп'ютерні мови
Меєр слідує ідеалам простих, елегантних і зручних комп'ютерних мов і є одним з найперших і найактивніших прихильників об'єктно-орієнтованого програмування (ООП). Його книга Конструювання об'єктно-орієнтованого програмного забезпечення (Object-Oriented Software Construction) є однією з поширених робіт, що розкриває стан справ в ООП. Серед інших книг, які він написав, найбільш відомі : Eiffel: The Language (опис мови Eiffel), Object Success (об'єктна технологія для менеджерів), Reusable Software (обговорення проблем повторного використання коду), Introduction to the Theory of Programming Languages і легендарна Touch of Class. Він є автором численних статей та редактором Матеріалів конференцій.
Він є розробником мови Eiffel і продовжує брати участь в її еволюції, а також є творцем методу розробки Проєктування за контрактом.
Його досвід в об'єктних технологіях завдяки мові Simula, а також рання робота над абстрактними типами даних і формальними специфікаціями (включаючи Z-нотацію), забезпечили підґрунтя для розвитку Eiffel. Eiffel мав великий вплив на розвиток інших мов, у тому числі на Java, C# і Python.

## Нагороди
У 2005 році Меєр здобув першу премію «senior award» Дала-Нюгарда Міжнародної асоціації об'єктних технологій (AITO). Ця нагорода, названа на честь двох творців об'єктної технології, присуджується щорічно старшим і молодшим науковим співробітникам, які внесли значний технічний внесок в галузь об'єктної орієнтації.
Меєр отримав почесні докторські ступені в Університеті ІТМО Санкт-Петербург, Росія (2004) та Університеті Йорка, Велика Британія (2015).
У 2007 році Меєр отримав нагороду Software System Award Асоціації обчислювальної техніки ACM за "вплив на якість програмного забезпечення" як визнання розробки Eiffel. У 2008 році став членом ACM. Він також в 2009 році лауреатом  премії Харлан Міллза IEEE Computer Society.

## Містифікація у Вікіпедії
28 грудня 2005 року анонімний користувач помилково оголосив смерть Мейєра на німецькій Вікіпедії з біографією Мейєра. Про обман було повідомлено через п'ять днів у Heinz Heise і стаття була негайно виправлена. Багато великих ЗМІ в Німеччині та Швейцарії підхопили цю історію. Меєр продовжував публікувати позитивну оцінку Вікіпедії, роблячи висновок, що "Система зазнала одного з потенційних недоліків, і швидко відновилася. Це не впливає на загальну картину.  Так само як і про мене, чутки про загибель Вікіпедії були сильно перебільшені."

## Зовнішні посилання
- Домашня сторінка Бертрана Меєра [Архівовано 18 січня 2010 у Wayback Machine.]
- Блог Bertrand Meyer's technology [Архівовано 6 січня 2010 у Wayback Machine.]
- Книги Бертрана Мейєра [Архівовано 2 лютого 2017 у Wayback Machine.] та інші публікації
- Бібліографія Бертрана Меєра d DBLP [Архівовано 10 лютого 2021 у Wayback Machine.]
- Вебсторінка The people behind Eiffel [Архівовано 1 жовтня 2005 у Wayback Machine.]